# Старосельский сельский совет (Великоалександровский район)
Старосельский сельский совет (укр. Старосільська сільська рада) — входит в состав
Великоалександровского района
Херсонской области
Украины.
Административный центр сельского совета находится в 
с. Староселье
.

## История
- 1812 — дата образования.

## Населённые пункты совета
- с. Староселье
- с. Долговое
- с. Каменное
- с. Шестаково